# Sainte-Marie-du-Lac-Nuisement
Sainte-Marie-du-Lac-Nuisement és un municipi francès, situat al departament del Marne i a la regió del Gran Est. L'any 2007 tenia 250 habitants.

## Demografia

### Població
El 2007 la població de fet de Sainte-Marie-du-Lac-Nuisement era de 250 persones. Hi havia 100 famílies, de les quals 28 eren unipersonals (28 homes vivint sols), 40 parelles sense fills i 32 parelles amb fills.
La població ha evolucionat segons el següent gràfic:
Habitants censats

### Habitatges
El 2007 hi havia 187 habitatges, 106 eren l'habitatge principal de la família, 73 eren segones residències i 8 estaven desocupats. 137 eren cases i 8 eren apartaments. Dels 106 habitatges principals, 89 estaven ocupats pels seus propietaris, 14 estaven llogats i ocupats pels llogaters i 3 estaven cedits a títol gratuït; 1 tenia dues cambres, 22 en tenien tres, 28 en tenien quatre i 55 en tenien cinc o més. 92 habitatges disposaven pel capbaix d'una plaça de pàrquing. A 40 habitatges hi havia un automòbil i a 58 n'hi havia dos o més.

### Piràmide de població
La piràmide de població per edats i sexe el 2009 era:
| Homes | Edats   | Dones |
| ----- | ------- | ----- |
| 0     | 95 o +  | 0     |
| 0     | 90 a 94 | 0     |
| 0     | 85 a 89 | 4     |
| 0     | 80 a 84 | 4     |
| 0     | 75 a 79 | 0     |
| 0     | 70 a 74 | 0     |
| 12    | 65 a 69 | 8     |
| 8     | 60 a 64 | 16    |
| 4     | 55 a 59 | 0     |
| 4     | 50 a 54 | 0     |
| 12    | 45 a 49 | 4     |
| 8     | 40 a 44 | 0     |
| 24    | 35 a 39 | 8     |
| 8     | 30 a 34 | 32    |
| 8     | 25 a 29 | 0     |
| 4     | 20 a 24 | 8     |
| 0     | 15 a 19 | 0     |
| 0     | 10 a 14 | 16    |
| 16    | 5 a 9   | 16    |
| 4     | 0 a 4   | 12    |

## Economia
El 2007 la població en edat de treballar era de 162 persones, 122 eren actives i 40 eren inactives. De les 122 persones actives 106 estaven ocupades (58 homes i 48 dones) i 16 estaven aturades (9 homes i 7 dones). De les 40 persones inactives 16 estaven jubilades, 8 estaven estudiant i 16 estaven classificades com a «altres inactius».

### Ingressos
El 2009 a Sainte-Marie-du-Lac-Nuisement hi havia 114 unitats fiscals que integraven 271 persones, la mediana anual d'ingressos fiscals per persona era de 19.796 €.

### Activitats econòmiques
Dels 9 establiments que hi havia el 2007, 1 era d'una empresa de construcció, 1 d'una empresa de comerç i reparació d'automòbils, 4 d'empreses d'hostatgeria i restauració, 1 d'una empresa immobiliària i 2 d'empreses classificades com a «altres activitats de serveis».
Dels 3 establiments de servei als particulars que hi havia el 2009, 1 era una lampisteria i 2 restaurants.
L'any 2000 a Sainte-Marie-du-Lac-Nuisement hi havia 7 explotacions agrícoles.

## Equipaments sanitaris i escolars
El 2009 hi havia una escola elemental integrada dins d'un grup escolar amb les comunes properes formant una escola dispersa.

## Poblacions més properes
El següent diagrama mostra les poblacions més properes.